# Вяйке-Рысна
Вя́йке-Ры́сна (эст. Väike-Rõsna — «Малая Рысна») — деревня в волости Сетомаа уезда Вырумаа, Эстония. Исторически относится к нулку Тсятски.
До административной реформы местных самоуправлений Эстонии 2017 года входила в состав волости Вярска уезда Пылвамаа.

## География и описание
Расположена на восточном берегу залива Вярска. Расстояние до уездного центра — города Выру — 39 км, до волостного центра — посёлка Вярска — 2,5 км. Высота над уровнем моря — 36 метров. К востоку от деревни находятся обширные болота.
Климат переходный от морского к континентальному. Официальный язык — эстонский. Почтовый индекс — 64034.

## Население
По данным переписи населения 2021 года, в Вяйке-Рысна насчитывалось 100 жителей, из них 86 (86,9 %) — эстонцы.
По данным переписи населения 2011 года, в деревне проживал 101 человек, из них 94 (93,1 %) — эстонцы (сету в перечне национальностей выделены не были).
Численность населения деревни Вяйке-Рысна по данным переписей населения СССР и Департамента статистики:
| Год  | 1959 | 1970 | 2000  | 2011  | 2017  | 2018  | 2019 | 2020 | 2021  |
| ---- | ---- | ---- | ----- | ----- | ----- | ----- | ---- | ---- | ----- |
| Чел. | 50   | ↘ 44 | ↗ 110 | ↘ 101 | ↘ 100 | → 100 | ↘ 95 | ↘ 92 | ↗ 100 |

## История
В письменных источниках 1585–1587 годов упоминается Исадъ въ Тростнѣ въ Меншой, 1652 года — [Мал.] Тросна, прим. 1790 года —  М. Тросна, 1855–1859 годов — Мал. Тросна, 1886 года — Wäikene Rõsna, Мало-Тр., 1904 года — Väiko-Rõsna, Ма́лое Тро́стно, 1922 года — Rõsna-Väike, 1923 года —  Väike-Resna.
На военно-топографических картах Российской империи (1846–1880 годы), в состав которой входила Лифляндская губерния, деревня обозначена как Мал. Тросна.
В XIX веке деревня была центром общины Вяйке-Рысна и относилась к приходу Вярска.
В 1977–1997 годах Вяйке-Рысна была поделена между деревней Кремесова и посёлком Вярска.

## Инфраструктура
В деревне есть центральное водоснабжение и канализация, трассы реновированы, и качество воды хорошее. Есть уличное освещение на дорогах для лёгкого транспорта. Построена детская игровая площадка. Работает гостиница «Аллика Пухкемая» (Allika Puhkemaja).
На территории деревни работают санаторий «Вярска» и водный центр «Вярска». Через деревню проходит улица Вярска Санатоориуми (Värska sanatooriumi tee).
Рядом с населённым пунктом, на полуострове Соснасаар (эст. Sosnasaar, также Педяйясаар (эст. Pedäjäsaar)), где в далёкой древности находилось поселение и кладбище, в настоящее время располагается пограничный кордон Вярска.

## Памятники культуры
На территории деревни находятся следующие объекты, внесённые в Государственный регистр памятников культуры Эстонии:
- кладбище Вяйке-Рысна, археологический памятник[25];
- на кладбище — деревянная часовня (на языке сету цяссон) Вяйке-Рысна,  посвящена Святой Анне, исторический памятник; при инспектировании 28.08.2013 состояние оценено как удовлетворительное[24][26].

## Программа защиты эстонской архитектуры 20-го столетия
По инициативе Министерства культуры Эстонии, Департамента охраны памятников старины, Эстонской академии художеств и Музея архитектуры Эстонии в период с 2008 по 2013 год в рамках «Программы защиты эстонской архитектуры 20-го столетия» была составлена база данных самых ценных архитектурных произведений Эстонии XX века. В ней содержится информация о зданиях и сооружениях, построенных в 1870—1991 годы, которые предложено рассматривать как часть архитектурного наследия Эстонии и исходя из этого или охранять на государственном уровне, или взять на учёт. В эту базу данных внесён санаторий «Вярска».
Санаторные здания построены в период 1973—1985 годов, авторы: архитектор Вилен Кюннапу, архитектор Юлев Эльянд (Ülev Eljand) и инженер Хенн Каритс (Henn Karits); состояние хорошее.

## Галерея
- Вяйке-Рысна, 1912 год
- Семья кантелиста Юрия Лукина
- Сетуские женщины поют песню
- Жених и невеста
- Сетуские женщины на свадьбе

## Комментарии
1. ↑  Эстонские топонимы, оканчивающиеся на -а, не склоняются и не имеют женского рода (исключение — Нарва)[8].